# 120-мм міномет 2Б11
2Б11 — радянський буксирований міномет калібру 120 мм.
У складі військової вантажівки комплекс має назву 2С12 «Сані».

## Історія
Розроблений в ЦНДІ «Буревестник» в Нижньому Новгороді в 1979 році. Серійне виробництво у Мотовилихінских заводах (Перм, Росія) з 1981 року. У 1981 році міномет прийнято на озброєння Радянської армії.

## Опис
Міномет 2Б11 є подальшим розвитком конструкції полкового міномету зразка 1943 року — ПМ-43. Основними нововведенями стали використання більш сучасних матеріалів, що дозволило зменшити загальну масу міномета.
Міномет є гладкоствольною жорсткою системою, заряджання відбувається з дула. Для уникнення подвійного заряджання міни в деяких модифікаціях на дульній частині встановлено спеціальний механізм-запобіжник.
Міномет виконаний по класичній схемі уявного трикутника. Казенна частина впирається в спеціальну опорну плиту. Плита та двонога встановлюються в ґрунт.
Сучасна модифікація 2Б11 має можливість стрільби практично всіма типами мін калібру 120-мм, в тому числі керованими мінами КМ-8 «Грань», крім того час приведення міномету в бойовий стан знижено з 20 хвилин до 1,5..2 хвилин. Міномет 2Б11 може використовуватись у складі мінометного комплексу 2С12 «Сани» з використанням колісного ходу для буксування, а також встановлюватись на гусеничні шасі.

## Характеристики
Калібр: 120 мм. Маса 210 кг. Довжина ствола 1740 мм. Обслуга 5 чол. Калібр 120 мм. Скорострільність 12—15 пострілів/хв. Початкова швидкість міни 325 м/с. Прицільна дальність 480..7100 м. Максимальна дальність 9000 м (КМ-8 «Грань»). Приціл МПМ-44М

## Модифікації
- 2Б11 — базовий варіант
- 2С12 «Сани» — мінометний комплекс, у склад якого входить вантажівка ГАЗ-66 та колісний хід 2Л81 для міномета

### Інші країни
- 2B11 — болгарський ліцензійний варіант
- М120-15 «Молот» — український міномет

## Оператори
Станом на 2010 рік :
- Україна — 318 2С12 «Сани»
- Росія — 920 2С12 «Сани»
- Білорусь — 77 2С12 «Сани»
- Грузія — 7 2Б11 (ще 7 на зберіганні)
- Казахстан — 145 2Б11 та М-120 (зразка 1955 року)
- Киргизстан — 6 2С12 «Сани»
- Узбекистан — 5 2Б11 и 19 2С12 «Сани»
- Естонія — 14 2Б11
- Венесуела — 48 модернізованих комплексів 2С12А

## Галерея

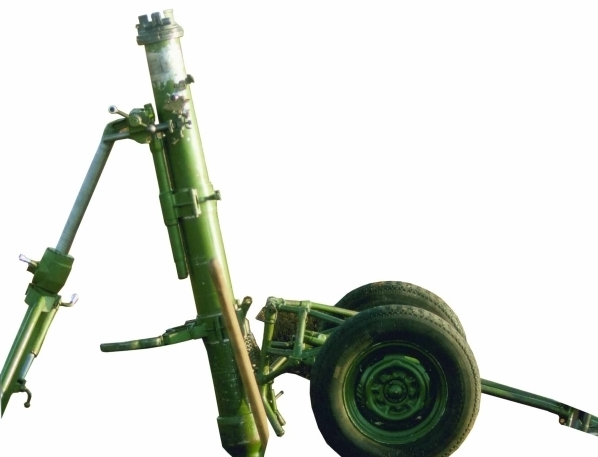
Міномет з колісним ходом 2Л81
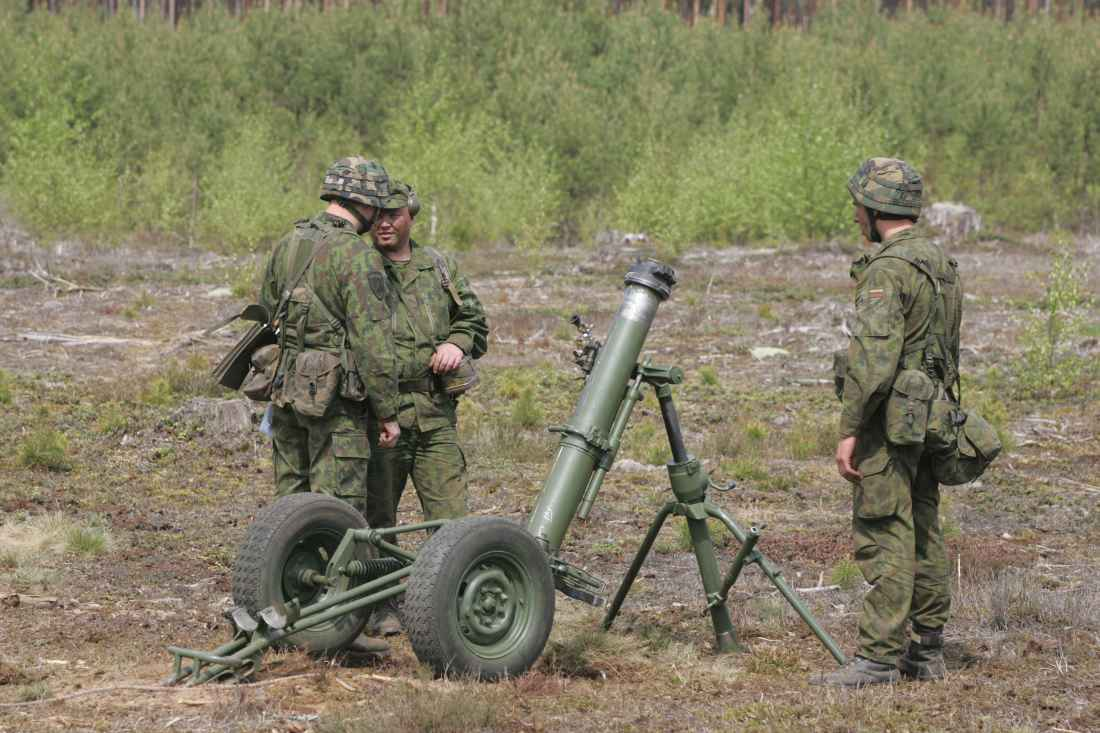
Під час стрільб
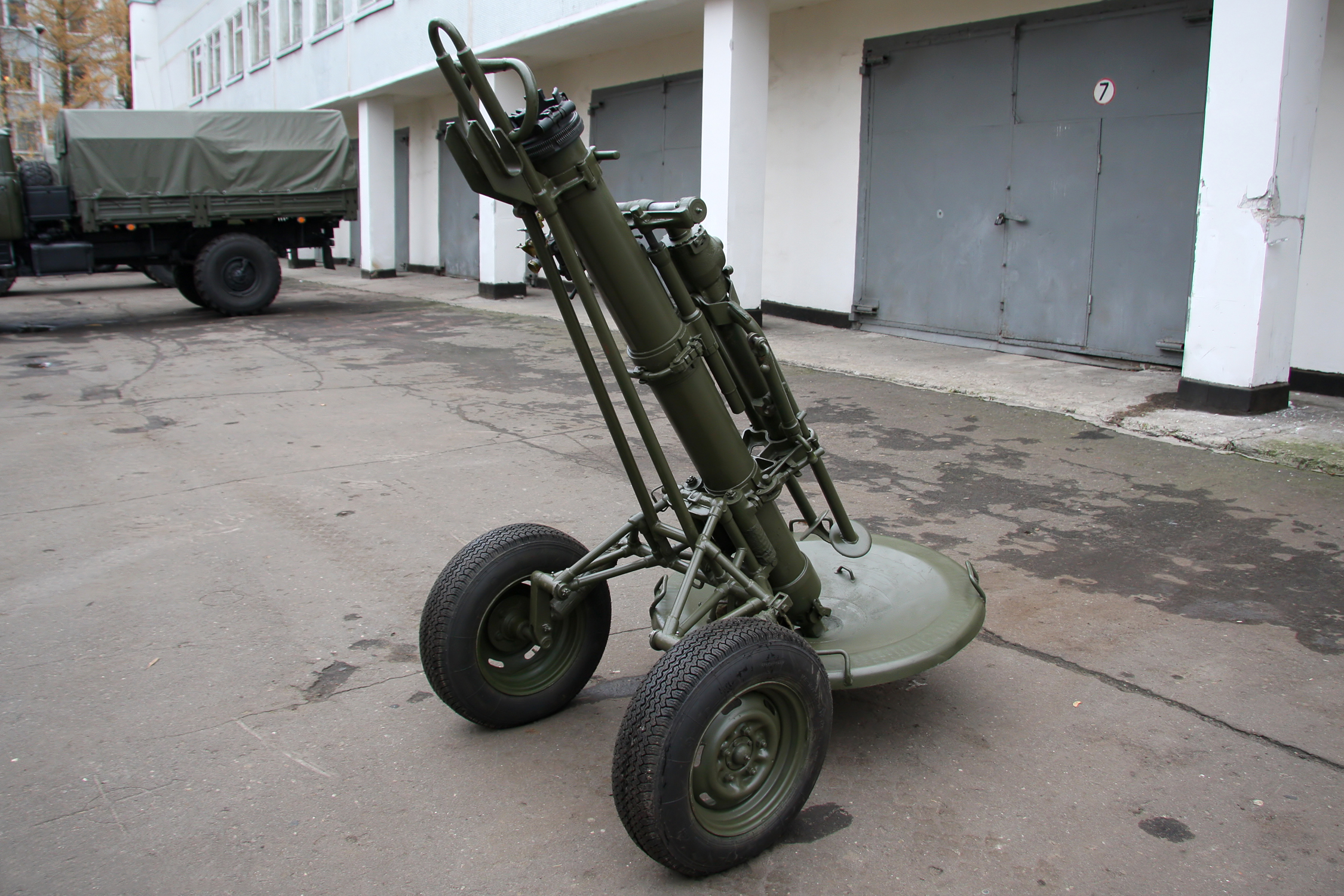
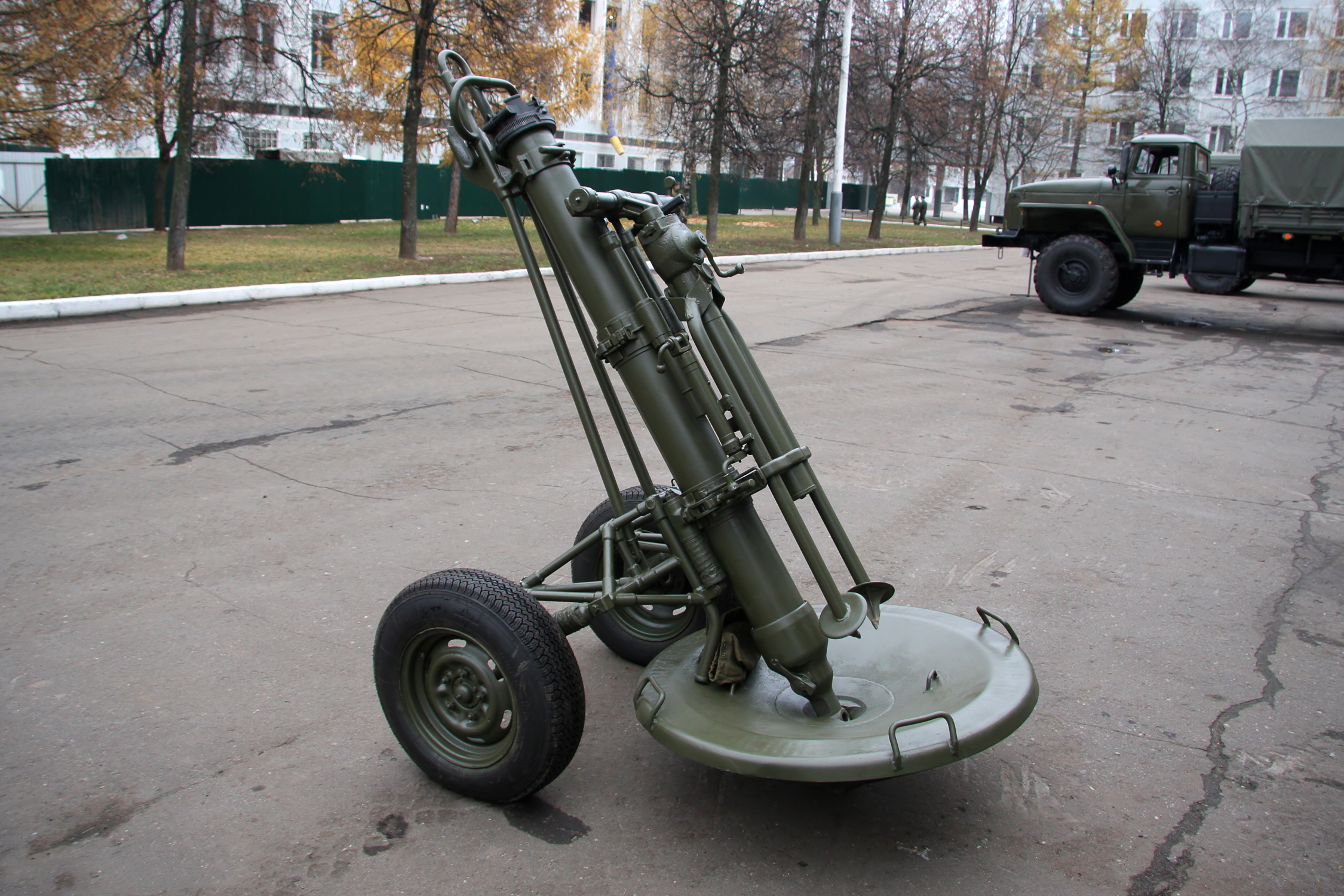